# Македонски народен неприкосновен капитал
Македонският народен неприкосновен капитал (изписване до 1945 година: Македонски Народенъ Неприкосновенъ Капиталъ) е благотворителен фонд, основан в 1932 година.
Създаден е по инициатива на Антон Кецкаров и с решение на Десетия редовен конгрес на Съюза на македонските благотворителни братства (СМББ) с цел да се осигури финансова независимост и постоянни средства на организацията на Братствата.

## История
Инициаторът за създаването на фонда, българският революционер и просветен деец Антон Кецкаров, е и първи негов дарител. По това време той е счетоводител на Националния комитет на Съюза на македонските благотворителни братства и през февруари 1931 година се отказва от месечното си възнаграждение в размер на 4000 лева, за да послужат тези средства като основа за създаването на фонд за македонската кауза. Идеята му е възприета и на конгреса на организацията през януари 1932 година е решено създаването на фонд „Македонски народен неприкосновен капитал“. По-късно същата година е приет правилник на фонда, в който е вписана целта: „Да осигури на македонското легално освободително движение постоянни и сигурни материални средства“.
Фондът се образува от дарения, завещания и периодични вноски в пари, недвижими имоти, ценни книжа и други. Ръководи се от Управителен съвет, в който участват председателят на Националния комитет на братствата, двама членове, избрани от него, и всички, направили дарение над 100 хил. лв., а ако няма такива, Националният комитет назначава двама от дарителите на по-малки суми. Управителния съвет се отчита пред годишните конгреси на СМББ. Паричните средства и ценните книжа се внасят в Македонската народна и Македонската кооперативна банка, а лихвите се използват за нуждите на комитета.
Първият дарител за фонда Антон Кецкаров дарява 76 000 лева. Колективно дарение прави Македонското благотворително братство в Русе – 101 115 лева. Сред основателите на фонда са още 12 души бежанци от Македония, които даряват суми между 500 и 5000 лева. Това са Петър Овчаров от Крушево – 800 лв., Христо Зографов от Велес – 3 хил. лв., Димитър Михайлов от София – 500 лв., Козма Георгиев от Смилево – 500 лв., Георги Николов от с. Прекопана, Костурско – 1000 лв., Атанас Лозанчев – 1000 лв., Христо Шалдев от с. Гумендже – 500 лв., Недка Евтимова – 1000 лв., Васил Ив. Василев – 1000 лв., Йордан Чкатров от Прилеп – 500 лв., Сребрен Поппетров от Охрид – 500 лв., и йеромонах Михаил Достойнски – 2 хил. лв.
Съставът на Управителния съвет на фонда, избран на 19 април 1934 година, се състои от Георги Кондов (председател), Никола Габровски (секретар), Антон Кецкаров (касиер), Георги Османов и М. Димитров (съветници).
Фондът не прави разходи до началото на 1936 година, а лихвите му се капитализират. През януари и февруари 1936 година дава средствата си като заем на Македонския научен институт (МНИ) за построяване на Македонския културен дом в София. През следващата 1937 година фондът, по решение на дарителите, е подарен изцяло на Македонския научен институт. Волята на дарителите е капиталът му да служи за довършване на сградата на Македонския дом, а приходите и лихвите на имота – за издръжка на МНИ и за издателската му дейност. Към фонда се включват всички дарения, които са направени дотогава и след това за строежа на Македонския дом. Колективните дарения са шест, а индивидуалните дарители са 122 души.
Капиталът към 1941 година е 962 421 лева.